# Lexington (Alabama)
Lexington – miasto w Stanach Zjednoczonych, w stanie Alabama, w hrabstwie Lauderdale. W roku 2023 miasto zamieszkiwało 735 osób, a gęstość zaludnienia wynosiła 88,6 osoby/km²².